# جوردن دي يونج
جوردن دي يونج (بالإنجليزية: Jordan De Jong)‏ (و. 1979 – م) هو لاعب كرة قاعدة، من الولايات المتحدة الأمريكية، ولد في أورانج سيتي.

## روابط خارجية
- جوردن دي يونج على موقع دوري كرة القاعدة الرئيسي (الإنجليزية)
- جوردن دي يونج على موقعبيزبول رفرنس.كوم (الدوري الرئيسي) (الإنجليزية)
- جوردن دي يونج على موقعبيزبول رفرنس.كوم (الدوري الثانوي) (الإنجليزية)
- جوردن دي يونج على موقع إي إس بي إن.كوم (أم.أل.بي) (الإنجليزية)
- جوردن دي يونج على موقع مشجعي الرسوم البيانية (الإنجليزية)